# Tropická bouře (film)
Tropická bouře (v anglickém originále Tropic Thunder) je americký film Bena Stillera z roku 2008. Jedná se o válečnou komedii, lépe řečeno parodii, dělající si legraci z různých filmů, ale i jednotlivých herců.

## Popis filmu
Film vypráví o partě herců, která se snaží natočit válečný film, kterému byla předlouhou knížka od "seržanta" Johna "Čtyřlístka" Taybecka. Od začátku je všem však jasné, že film se nenatočí a že v divoké Vietnamské džungli, ve které se děj odehrává, půjde o životy. Jediný, kdo si stále myslí, že film se opravdu natáčí, je vyhaslá herecká hvězda Tugg Speedman (Ben Stiller).

## Ocenění
Robert Downey, Jr. byl za svou roli australského herce, který se nechal kvůli roli ve filmu přeoperovat na černocha, nominován na Oscara, cenu však získal Heath Ledger za roli Jokera ve filmu Temný rytíř. Nominován byl i na několik dalších významných filmových cen, výsledek však dopadl velmi obdobně, jako v případě Oscara.

## Obsazení
| Ben Stiller          | Tugg Speedman             |
| Robert Downey, Jr.   | Kirk Lazarus              |
| Brandon T. Jackson   | Alpa Chino                |
| Jack Black           | Jeff Portnoy              |
| Jay Baruchel         | Kevin Sandusky            |
| Danny R. McBride     | Cody                      |
| Steve Coogan         | Damien Cockburn           |
| Bill Hader           | Rob Slolom                |
| Reggie Lee           | Byong                     |
| Nick Nolte           | Jack "Čtyřlístek" Tayback |
| Jeff Kahn            | Snooty                    |
| Anthony Ruivivar     | seržant střelený do hlavy |
| Amy Stiler           | script supervizor         |
| Maria Menounos       | sebe                      |
| Tyra Banks           | sebe                      |
| Christine Taylor     | Rebecca                   |
| Matthew McConaughey  | Rick Peck                 |
| Yvette Nicole Brown  | Rickova asistentka        |
| Tom Cruise           | Les Grossman              |
| Mini Anden           | Lesova sekretářka         |
| Jon Voight           | sebe                      |
| Jennifer Love Hewitt | sebe                      |
| James Lance Bass     | sebe                      |
| Alicia Silverstone   | sebe                      |
| Mickey Rooney        | cameo                     |
| Tobey Maguire        | cameo                     |
| Kevin Pollak         | cameo                     |